# Шидлиці
Шидлиці (пол. Szydlice, нім. Heinrichsbrunn) — село в Польщі, у гміні Мястко Битівського повіту Поморського воєводства.
У 1975-1998 роках село належало до Слупського воєводства.